# Rezqāneh
Rezqāneh (persiska: رزقانه) är en ort i Iran.   Den ligger i provinsen Nordkhorasan, i den nordöstra delen av landet, 600 km öster om huvudstaden Teheran. Rezqāneh ligger 1 277 meter över havet och antalet invånare är 417.
Terrängen runt Rezqāneh är kuperad.Runt Rezqāneh är det ganska glesbefolkat, med 27 invånare per kvadratkilometer. Närmaste större samhälle är Kalāteh-ye Shohadā-ye Nāveh, 10,7 km söder om Rezqāneh. Trakten runt Rezqāneh består i huvudsak av gräsmarker.